# Российская хоккейная лига (1996—1999)
Российская хоккейная лига (РХЛ) — российская хоккейная лига, существовавшая в 1996—1999 годах. Возникла 17 апреля 1996 года вместо МХЛ. Занималась проведением Чемпионата России по хоккею с шайбой. В 1999 году, в связи с необходимостью приведения в соответствие с законодательством Российской Федерации, ликвидирована. 31 мая 1999 года Федерация хоккея России отозвала у РХЛ права на проведения чемпионата страны среди команд Суперлиги и Высшей лиги. Вместо РХЛ в августе 1999 года была учреждена ПХЛ
Руководящим органом Лиги являлся Совет РХЛ, куда входили представители клубов-участников чемпионата России, а также президент Федерации хоккея России, являвшийся по совместительству вице-президентом РХЛ. Аппарат РХЛ состоял из нескольких отделов: проведения соревнований, финансового, организационного. В одно время рассматривался вопрос об образовании Президиума Совета РХЛ, однако проект так и не был реализован. В 1999 году РХЛ учредила комитет развития, в который вошли избранные в него представители клубов РХЛ.
В первый сезон РХЛ проводила соревнования среди команд элитного дивизиона, который до 1996 года курировала МХЛ. С сезона 1997/98 под эгиду РХЛ перешли команды Высшей лиги. Таким образом, за три сезона РХЛ фактически создала систему, по которой работала последовательница РХЛ — Профессиональная хоккейная лига.
В 1999 году президент ФХР Александр Стеблин, руководствуясь требованиями нового российского спортивного законодательства, инициировал закрытие РХЛ и передачу прав на проведение всероссийских соревнований по хоккею новой структуре — Профессиональной хоккейной лиги — президентом которой он стал.

## Руководство РХЛ
- Дьяков Анатолий Федорович — Президент Российской хоккейной лиги (17 апреля 1996 года — 30 июня 1999 года).
- Кожин Иван Борисович — вице-Президент Российской хоккейной лиги (17 апреля 1996 года — 30 июня 1999 года).
- Сыч Валентин Лукич — вице-Президент Российский хоккейной лиги (17 апреля 1996 года — 22 апреля 1997 года).
- Стеблин Александр Яковлевич — вице-Президент Российской хоккейной лиги (31 мая 1997 года — 30 июня 1999 года).
- Игошин Владимир Александрович — исполнительный директор Российской хоккейной лиги (17 апреля 1996 года — 30 июня 1999 года).
- Толстиков Николай Степанович — начальник отдела по проведению соревнований Российской хоккейной лиги (17 апреля 1996 года — 30 июня 1999 года).
- Москвина Вера Васильевна — финансовый директор (17 апреля 1996 года — 30 июня 1999 года).